# Serra de Cal Nofre
La Serra de Cal Nofre és una serra situada al municipi de Castellnou de Bages, a la comarca catalana del Bages, amb una elevació màxima de 571 metres.